# Culture de la Lorraine

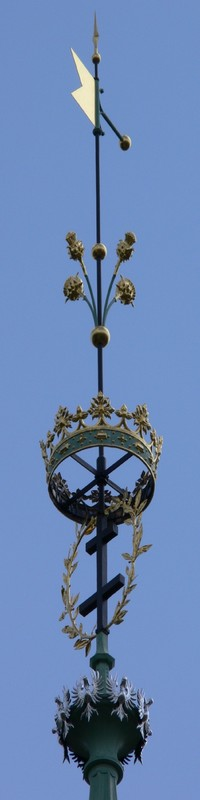
Symboles de la Lorraine sur le palais Ducal

Du fait de sa position géographique, la Lorraine fut un lieu d'échange privilégié entre la France et les cultures germaniques. C'est ainsi que de nombreuses innovations y ont fait leur entrée avant de se répandre dans le reste de la France (musique, gastronomie, etc.). La Lorraine a également été le berceau de courants culturels originaux dont le plus fameux est assurément l'Art nouveau, porté en France par l’École de Nancy.

## Architecture

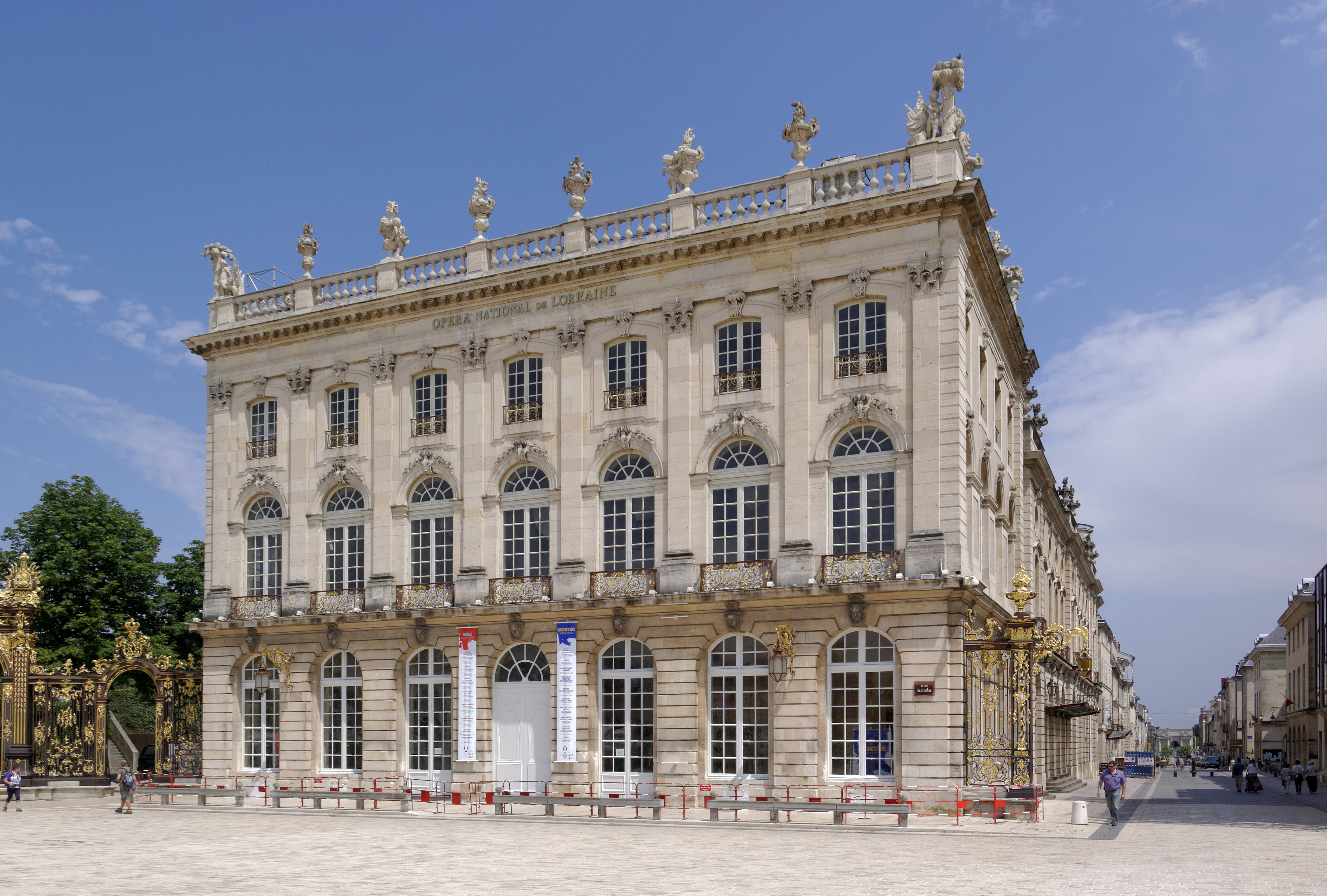
La place Stanislas à Nancy

Sur les 14 130 édifices protégés au titre des Monuments historiques par le ministère de la Culture et de la Communication (2002), 1629 se situent en Lorraine. On y trouve notamment des architectures religieuses romanes et gothiques, comme la l'église Notre-Dame de Galilée à Saint-Dié-des-Vosges, la cathédrale de Metz et l'abbaye de Bouzonville, la cathédrale de Toul, la basilique de Saint-Nicolas-de-Port...
La Renaissance a laissé de nombreux monuments dans pays Barrois (Bar-le-Duc), le pays de Neufchâteau (Vosges) ou vers Nancy. Tout comme les châteaux Renaissance de Fléville-devant-Nancy ou Cons-la-Grandville ou ceux de la vallée de la Saulx. La période Classique a laissé de nombreux château notamment Commercy ou le château de Lunéville, le petit Versailles Lorrain.
Plus récemment, de nombreux édifices civils de style Art nouveau à Nancy ou l'architecture allemande en Moselle.
L'industrie a également marqué l'histoire et les paysages lorrains, et certains sites tels le Carreau de la Mine de Petite-Rosselle et le Haut-Fourneau d'Uckange ont été protégés au titre de patrimoine industriel tout comme certains sites de filatures vosgiennes..
La place Stanislas à Nancy est inscrite sur la liste du patrimoine mondial de l'UNESCO ainsi que la ville-haute de Longwy (citadelle Vauban).
Parmi les objets recensés par l'Inventaire général des monuments et des richesses artistiques de la France, 11 611 des 104 000 objets mobiliers (base Palissy) et 6 828 des 92 000 notices d'architecture (base Mérimée) sont d'origine lorraine.

### Antiquité
La Lorraine conserve des vestiges d'origine néolithique et celtique tels le menhir de la Pierre au Jô de Norroy-lès-Pont-à-Mousson, la Pierre des douze apôtres ou menhir de Breitenstein de Meisenthal, le mégalithe du Wieselstein à Freyming-Merlebach, le Briquetage de la Seille ou encore le cimetière gaulois des Trois Saints du village de Walscheid. L'époque gallo-romaine dote la région d'importants vestiges: les thermes et l'Église Saint-Pierre-aux-Nonnains de Metz, l'Amphithéâtre de Grand, l'Aqueduc de Gorze à Metz, la villa gallo-romaine de Saint-Ulrich à Dolving, les Thermes de Bliesbruck, l'oppidum de Boviolles, la ville de Nasium, les remparts gallo-romains de Toul.

### Architecture romane

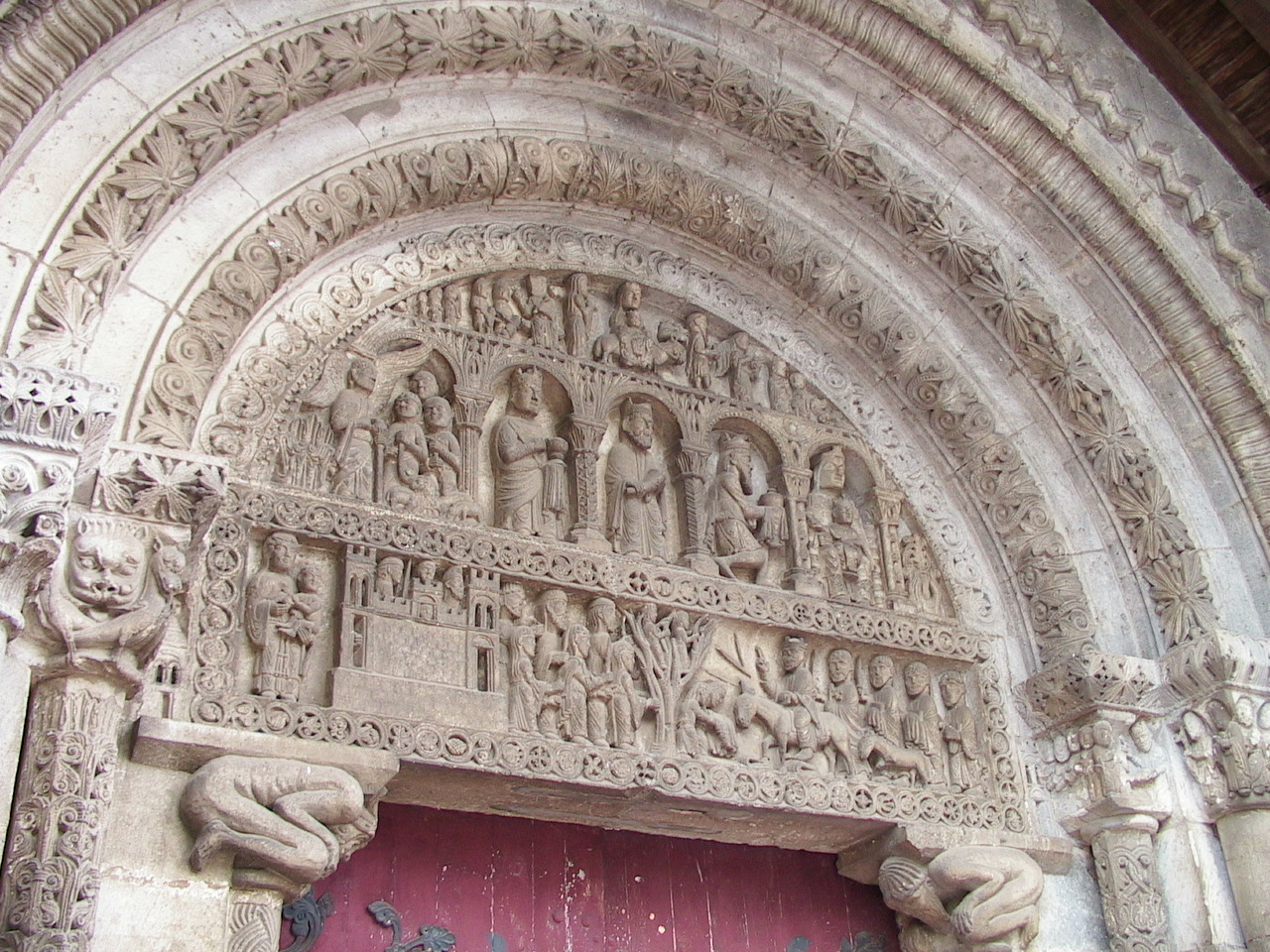
Portail roman de l'église de Pompierre (88).

De nombreux édifices religieux ont été construits dans la province: l'église Saint-Martin d'Adompt conserve une nef d'origine romane. Aouze conserve un portail roman de même que les églises de Pompierre, Barisey-la-Côte, de Laitre-sous-Amance et de Faux-en-Forêt (commune de Vittoncourt). L'église de Mey conserve un tympan roman. Aureil-Maison conserve une chapelle à chevet roman. Les églises de Lorry-Mardigny, de Noisseville, d'Autreville, de Battigny, de Bouzemont, de Bruley, de Droiteval, d'Écrouves, de Gendreville, de Forcelles-Saint-Gorgon ainsi que la chapelle de Morlange sont des édifices mineurs néanmoins intéressants. L'abbaye de Saint-Maur à Verdun, la chapelle de Blanzey, les églises de Bleurville, Mont-Devant-Sassey et d'Esley conservent des cryptes romanes. À Saint-Avold, place de la Victoire, une crypte carolingienne a été démontée sous l'ancien immeuble Collin. L'église romane de Baronville a été démolie vers 1850. À noter les clochers romans de Blénod-lès-Pont-à-Mousson, Boust, Farébersviller, Flavigny-sur-Moselle, de Cattenom, de Contrexéville, de Coussey, de Landaville et de Welferding. Les églises Notre-Dame de Galilée de Saint-Dié-des-Vosges, d'Étival-Clairefontaine, de Relanges, de Champ-le-Duc, de Froville, de Hesse, de Médonville, de Marsal, de Dugny-sur-Meuse et la Chapelle de Metz relèvent d'une architecture savante. De l'église de Haute-Seille (commune de Cirey-sur-Vezouze) ne subsistent que des vestiges de la façade. La Cathédrale Notre-Dame de Verdun conserve d'importants vestiges romans.
En Meuse, terre-frontière, on a vu s'ériger des églises fortifiées dont les clochers appelés "hourds" avaient un usage défensif : , Dugny-sur-Meuse, Gironville-sous-les-Côtes, Ribeaucourt, Saint-Pierrevillers, Sepvigny, Tronville-en-Barrois, Troussey, Vertuzey, Woël. Ces édifices ont été bâtis de l'époque romane à gothique (comme l'église de Foucaucourt-sur-Thabas).

### Architecture gothique
Le gothique en Lorraine est grandement incarné par les trois grandes cathédrales à savoir celles de Toul, Metz et de Verdun, symboles de l'essor urbain de la région au Moyen Âge. Ces édifices sont à la fois la marque d'un pouvoir épiscopal puissant des Trois-évêchés lorrains, tels qu'ils seront nommés au XVIe siècle, mais également de la richesse et de la souveraineté de ces villes d'Empire, quasi-autonomes.
Si dans des villes comme Nancy, relativement récentes, le style gothique médiéval a essentiellement disparu à la suite des nombreux remaniements urbains de la Renaissance puis de l'époque moderne, Metz, Toul et Verdun, conservent de nombreux témoignages de l'ère gothique du Moyen Âge. L'architecture religieuse constitue la majeure partie de cet héritage, avec cinq églises gothiques comme l'église Saint-Martin à Metz ainsi que deux abbayes gothiques plus ou moins bien conservées dont celle des Recollets, mais également l'église Saint-Gengoult de Toul et son cloître.

### Architecture Renaissance

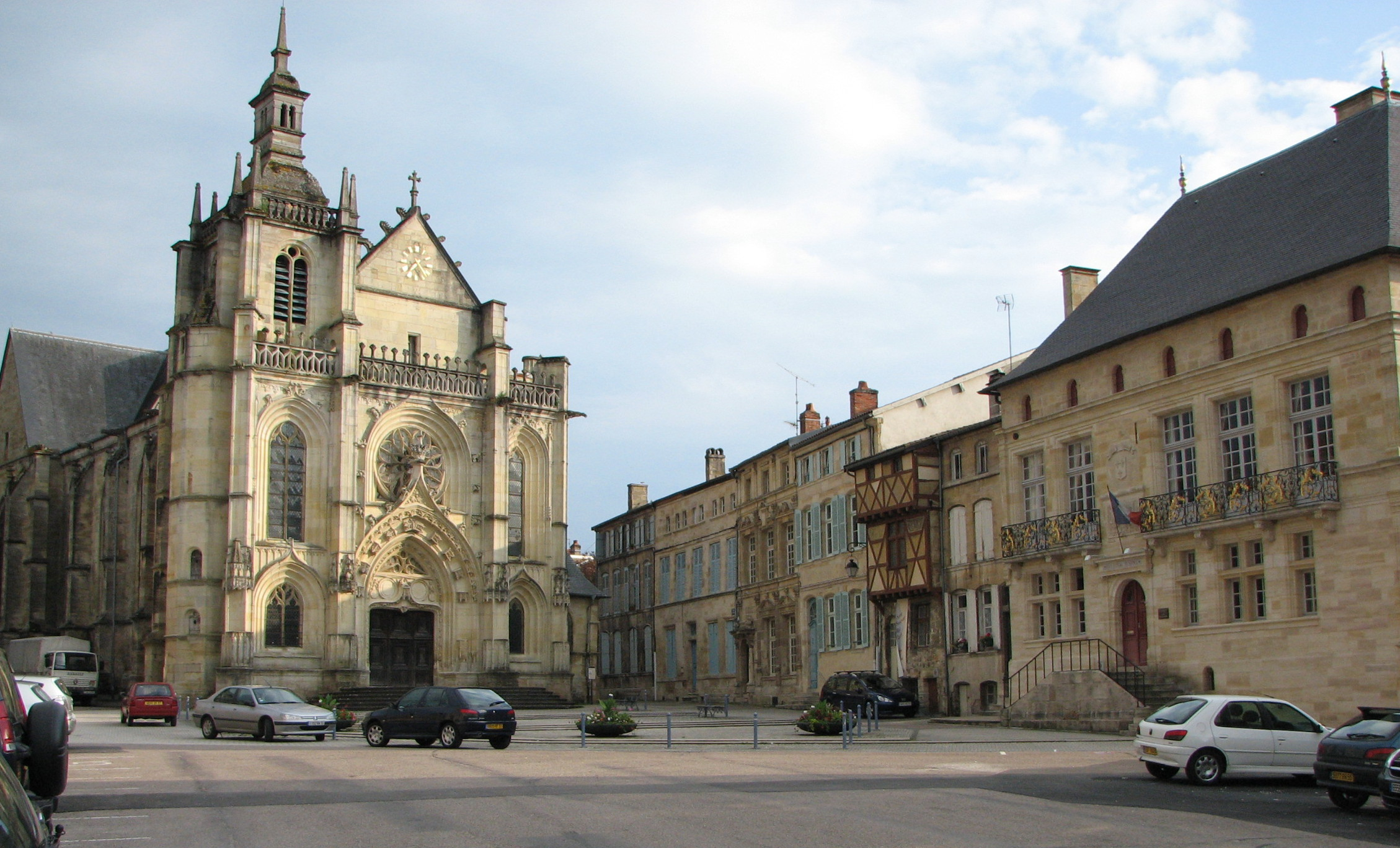
la ville-haute de Bar-le-Duc

- Si la porterie du Palais Ducal de Nancy témoigne d'une première Renaissance en Lorraine et que la ville comporte des hôtels particuliers de cette période, c'est à Bar-le-Duc que la ville-haute conserve l'un des plus vastes ensembles d'édifices civils de la Renaissance.
- Non loin de Bar-le-Duc, d'ailleurs, les villages de la vallée de la Saulx abritent de nombreux manoirs de la Renaissance qui appartenaient à la noblesse ducale.
- Des villes comme Toul avec sa cathédrale et les maisons des chanoines, Pont-à-Mousson avec son université, Neufchâteau ou la cité de Fénétrange témoignent d'une forte création artistique et religieuse lors de la Renaissance.

### Architecture classique

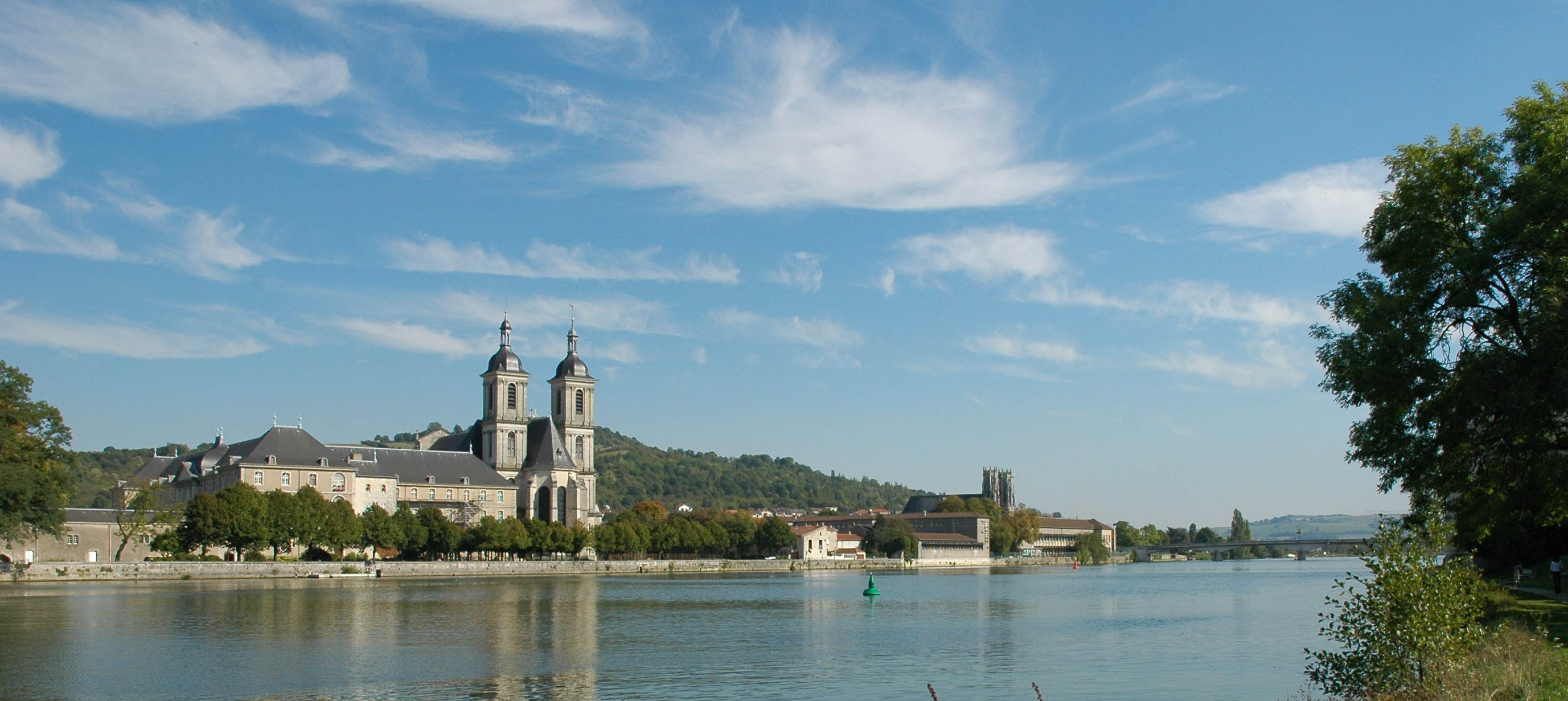
Abbaye des Prémontrés

- C'est probablement l'architecture la plus fréquente en Lorraine. Après la guerre de Trente Ans, les édifices dégradés furent rénovés ou reconstruits. Ainsi on compte une multitude d'églises, abbayes (abbaye des Prémontrés de Pont-à-Mousson, abbaye de Moyenmoutier, abbatiale Saint-Nabor de Saint-Avold, etc.), ainsi que de nombreux châteaux ou encore la cathédrale de Nancy.
- Germain Boffrand a beaucoup œuvré en Lorraine (château d'Haroué, château de Lunéville...)
- Emmanuel Héré (1705 - 1763) a édifié de nombreux monuments pour le compte du dernier duc de Lorraine, (Stanislas) dont les célèbres places de Nancy

### Architecture néo-romane

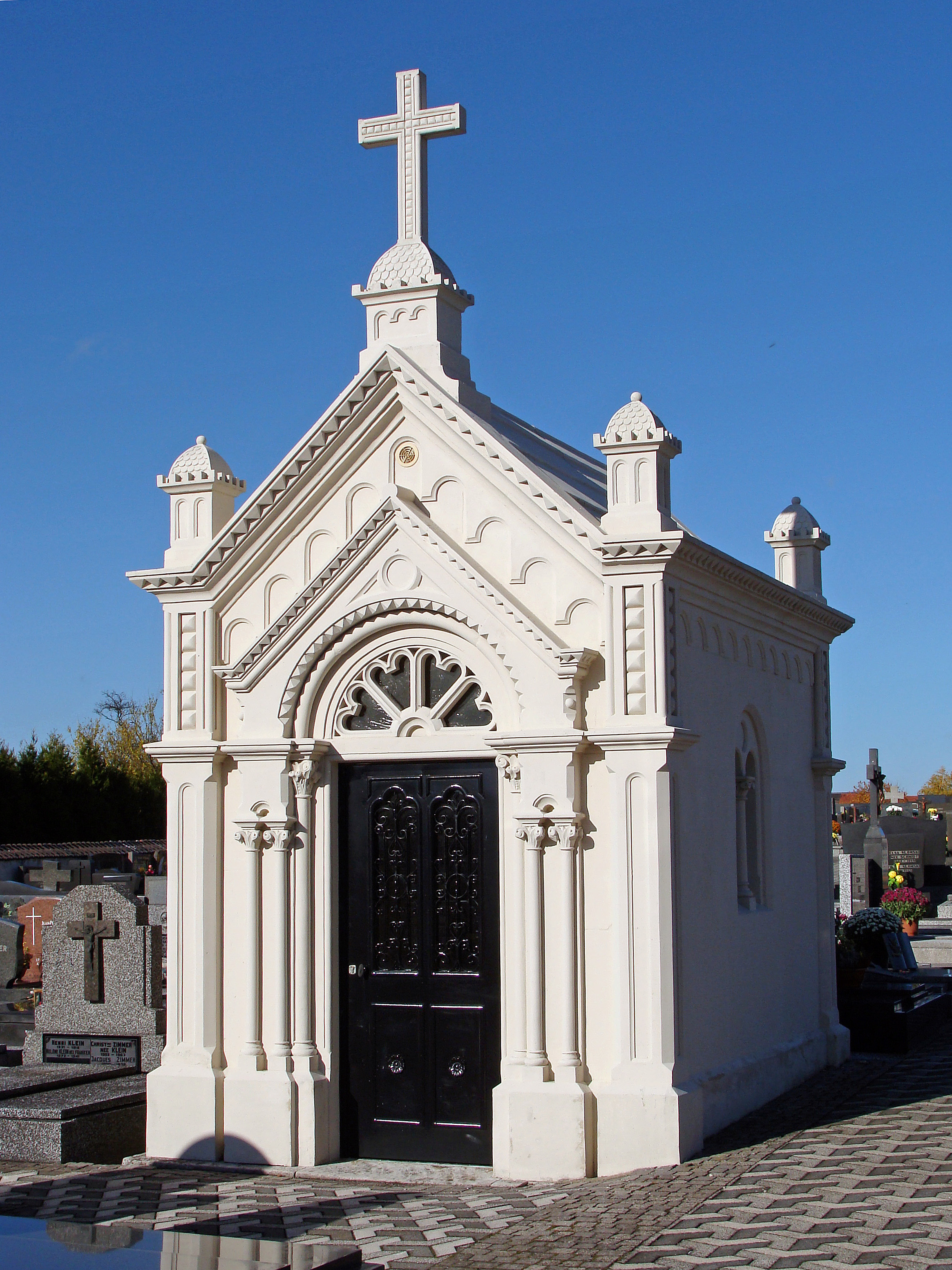
Chapelle néo-romane de L'Hôpital (Moselle).

Le département de la Moselle a vu fleurir principalement entre 1838 et 1870 une multitude d'édifices religieux en style néo-roman qui a été caractérisé par certains chercheurs d'art néo-roman messin.
Christiane Pignon-Feller note: "...En 1846, l’approche de la session du 13e congrès archéologique de France à Metz redynamisa l’intérêt pour l’art médiéval".
Un ingénieur des Ponts et Chaussées originaire de Lunéville, Georges Aimé Boulangé, sera l'un des principaux promoteurs de la redécouverte de l'architecture romane locale et publiera ses recherches dans la revue l'Austrasie et dans les revues de la Société d'archéologie et d'histoire de la Moselle. On notera principalement les réalisations de Charles Gautiez (1809-1856), architecte diocésain proche de l’épiscopat, membre de l’Académie de Metz.
Les réalisations néo-romanes sont nombreuses: les églises rurales de Servigny-lès-Sainte-Barbe, de Verny, la chapelle de pèlerinage Notre-Dame de La Salette à Villers l'Orme (Vany), la synagogue de Metz.
Après 1870, cet esprit néo-roman va inspirer les architectes de l'occupation prussienne qui vont donner à leurs constructions un aspect ottonien caractéristique: l'église Saint-Gérard de Majella de Carling (1906), le Temple Neuf de Metz (1904) réalisation de l'architecte Conrad Wahn. L'architecture civile va suivre ce même courant: la poste centrale et la Gare de Metz-Ville construite par l'architecte berlinois Jürgen Kröger en style néoroman rhénan en sont deux remarquables exemples.

### Architecture vernaculaire

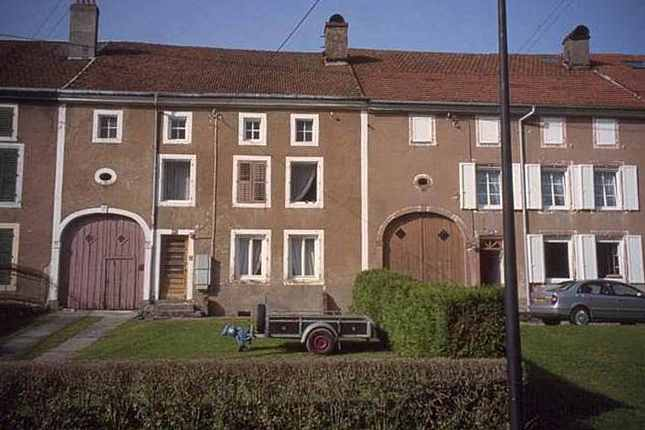
Maisons lorraines à Celles-sur-Plaine (Vosges).

L'organisation urbaine des villages lorrains est très souvent caractérisée par deux éléments :
- Les maisons comprennent l'habitation et la grange et sont alignées de façon mitoyenne en front de rue.
- Ce bâti observe un recul à l'alignement d'environ 3 à 7 mètres depuis la chaussée de la rue principale. Ce recul, nommé usoir, est un espace libre d'usage privé. Ouvert sur la voie il est généralement de propriété publique. Il avait vocation à servir d'entrepôt de bois de chauffage, ou de véhicules (tels que les charrettes), voire d'outils de labours. Jusqu'au début des années 1970, il sert également d'emplacement au fumier qui, entreposé directement sur le sol laisse s'écouler librement le purin. La taille du tas, variable suivant la quantité de bétail, était alors un signe de réussite économique. Cet usage aujourd'hui disparu, l'espace libéré est parfois engazonné lorsqu'il ne devient pas un parking.

L'usoir n'est pas systématique dans les localités où l'activité de la vigne était jadis dominante.
Enfin, pour cette structure de village-rue comme dans la plupart des cas similaires en Europe, le parcellaire se répartit en franges perpendiculaires à la route principale, avec pour limite latérale le prolongement des côtés des maisons. Ceci afin d'offrir à l'occupant un accès direct à une partie (voire la totalité) de son exploitation agricole, à l'arrière.
Autre singularité architecturale: l'utilisation historique de la tuile creuse pour la couverture des toits sur une grande moitié occidentale de la région, des environs Châlons jusqu'à Metz et Nancy. Cette zone, aussi appelée l'ilot Lorrain, est une anomalie de la répartition  traditionnelle des modes de couvertures, la tuile creuse étant majoritairement utilisée dans le Sud de la France.

#### Maisons à colombages
Trois zones géographiques de Lorraine comportent de nombreuses maisons à pans de bois et de constructions très différentes :
- Le département de la Meuse, présente à lui seul deux zones très distinctes[4] :
  - Dans le Barrois, au sud du département, notamment à Bar-le-Duc, sont édifiées de belles maisons au rez-de-chaussée de pierre blonde surmontées d'étages en encorbellement.
  - Plus au nord, l'Argonne propose autour de Beaulieu-en-Argonne des fermes à l'architecture unique et plus récente (XIXe siècle) de fermes parées de bois.
- L'Est de la Moselle, du Pays des étangs jusqu'au Vosges du Nord, présente des architectures à pans de bois de style germanique[5].

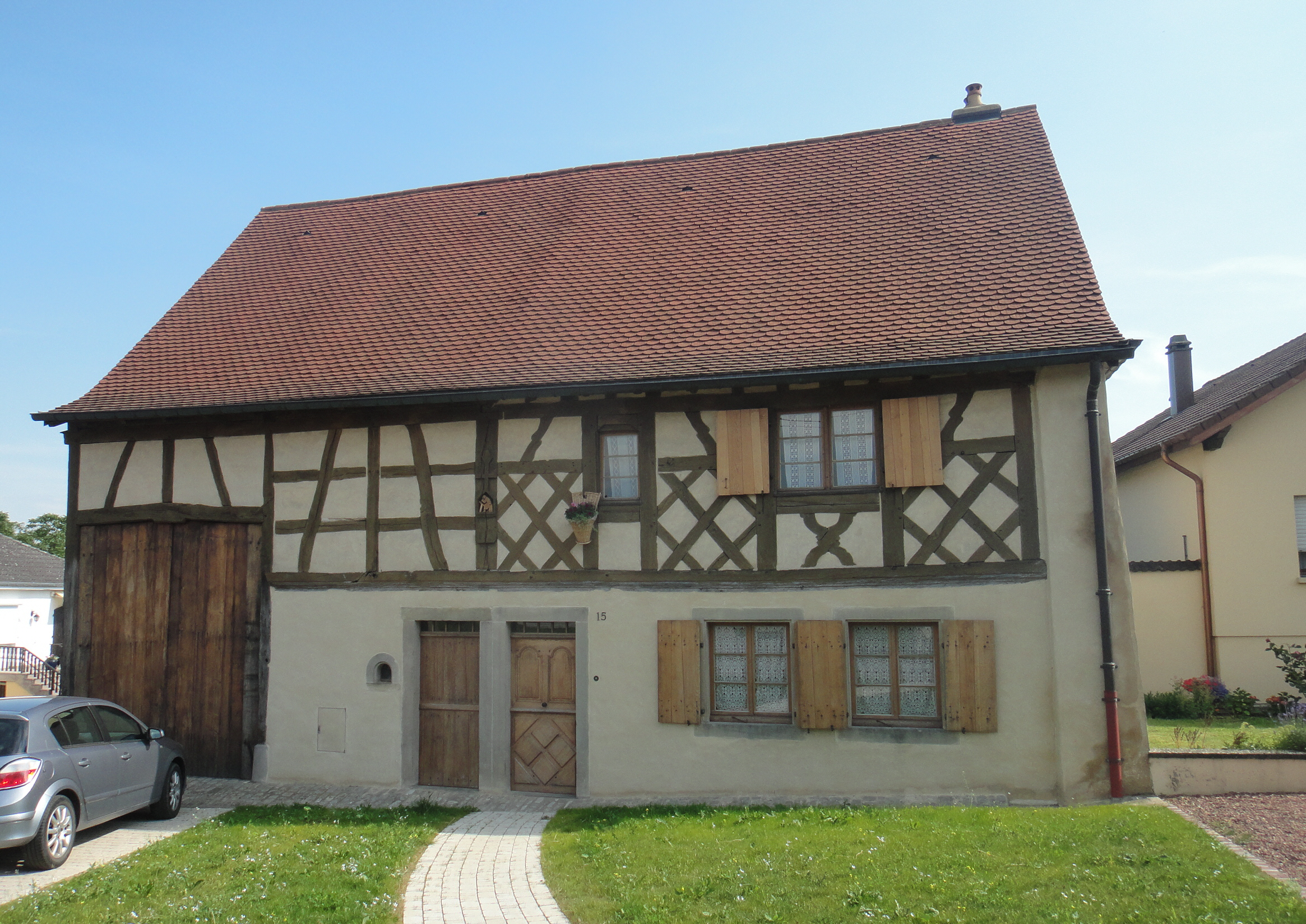
Maison en pans de bois à Hellimer, édifiée en 1716

### Architecture industrielle
La Lorraine compte plusieurs exemples d'architecture industrielle classés:
- Le Puits Waldemar Müller ou Puits de Sainte-Fontaine. Le puits de Sainte-Fontaine se trouve sur le ban de la commune de Saint-Avold. Il a été rattaché à la commune de L'Hôpital de 1941 à 1949. Date du fonçage : 1908. Profondeur : 1 036,83 m. Diamètre : 6,50 m. Le puits fermera une première fois en 1972, mais il reprendra du service en 1976, avant de fermer définitivement en 1986. Le chevalement est inscrit en tant que Monument historique (France)[6].
- Les Puits Cuvelette Nord et Sud. Les deux puits seront creusés à Freyming-Merlebach à partir de janvier 1930, ils dépasseront les 600 mètres de fond. Le puits Nord servait à l'extraction jusqu'en 1966. Il sera ensuite intégré à l'unité d'exploitation de Merlebach pour l'aérage des chantiers. En 1991, le puits Nord reçoit un nouveau chevalement métallique « moderne » de type porte-à-faux à la suite d'un approfondissement jusqu’à 1 289 mètres de profondeur. De nos jours, la quasi-totalité du carreau est conservée vide mais en relativement bon état, le chevalement du puits Sud est le dernier chevalement en béton armé du bassin à être toujours debout, c'est ainsi qu'il a été inscrit  en tant que Monument historique (France)[7],[8].

## Théâtre

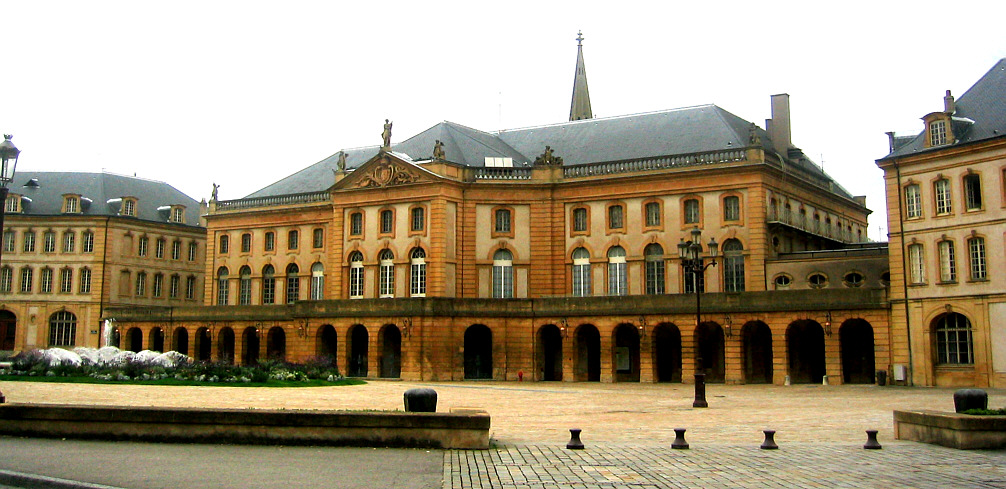
Théâtre de Metz

Alors que l'architecture théâtrale ne se développe réellement en France qu'à partir XVIIIe siècle, la Lorraine possède des salles de théâtre remontant au XVIe siècle. De nombreux théâtres de cour et théâtres publics se développent dans la région au XVIIIe siècle.
Il faut également citer le théâtre du Peuple de Bussang, créé en 1895 par le poète Maurice Pottecher.
Mort prématurément à 41 ans Bernard-Marie Koltès (1948-1989), né à Metz, est l'auteur contemporain français le plus joué.

## Musique
- Metz, capitale du royaume franc au VIIIe siècle joua un rôle majeur dans le développement de la liturgie chrétienne à travers le chant messin, ancêtre du grégorien. C'est une réforme du clergé, initiée par Pépin le Bref, dont le but était d'imposer le chant vieux-romain (chant de Rome) en Gaule qui incomba à Chrodegang, évêque de Metz et cousin de Pépin. Le chant messin, influencé par le chant des chrétiens de Gaule, (gallican) et par celui des chrétiens de l'Empire romain, prit alors son essor. Plain-chant exprimant un sujet proprement religieux, il se répandit sous l'action de Charlemagne dans tout l'Empire carolingien, jusqu'à supplanter le Chant vieux-romain à Rome. Par la suite, le chant messin fut appelé « chant grégorien ».
- La Lorraine est le berceau de la lutherie française. Mirecourt dans les Vosges est encore considérée comme la capitale française de la lutherie.
- Le chant anonyme du XVIe siècle En passant par la Lorraine est une chanson populaire faisant partie intégrante du patrimoine culturel français.
- Le patrimoine des orgues y très développé[9]. La Lorraine en compte plus d'un millier (dont près de 600 pour le seul département de la Moselle).

### Facteurs d'orgues
- Étienne Dalstein (1834-1902), facteur d'orgue français, né à Freistroff ;
- Joseph Dupont, (1721-1792), facteur d'orgue français, né à Domnom-lès-Dieuze ;
- Nicolas Dupont (1714-1781), facteur d'orgue français, né à Domnom-lès-Dieuze ;
- Joseph Bastien, facteur d'orgue français, né à Boulay ;

### Compositeurs et musiciens
- Nicolas-Charles Bochsa (1789-1856), musicien français, harpiste, compositeur, professeur, chef d'orchestre, né à Montmédy ;
- Charles Bocquet (c.1570- c.1620) luthiste français, né en Lorraine ;
- Joseph Bodin de Boismortier (1689-1755), compositeur français, né à Thionville ;
- Pierre Camonin (1903-2003), organiste et compositeur, né à Bar-le-Duc ;
- Fred Chapellier (né en 1966), guitariste français, né à Metz ;
- Gustave Charpentier, compositeur français, né à Dieuze ;
- Claude Cymerman (né en 1947), pianiste français, né à Metz ;
- Pascal Dusapin (né en 1955), compositeur français, né à Nancy ;
- Romain Frati (né en 1973), pianiste français, né à Metz ;
- Eugène Gigout (1844-1925), compositeur, organiste, né à Nancy ;
- Louis Théodore Gouvy, (1819-1898), compositeur français, né à Goffontaine ;
- Pierre Hanot (né en 1952), musicien français, né à Metz ;
- Gaston Litaize (1909-1991), organiste et compositeur ;
- Louis-Luc Loiseau de Persuis (1769-1819), compositeur français, né à Metz ;
- Henry Madin (1698-1748), compositeur français, né à Verdun ;
- François Ménissier (né en 1961), organiste, ancien enseignant aux conservatoires de Forbach et Saint-Avold, actuel titulaire de l'orgue Clicquot de Saint-Nicolas des Champs (Paris) ;
- Jacques Mercier (né en 1945) chef d'orchestre français, né à Metz ;
- Marcel Mercier (1911-1996), pianiste compositeur français, né à Metz ;
- Jean-Baptiste Nôtre (1732-1807), organiste et compositeur de la cathédrale de Toul, né à Toul ;
- Claude Petit Jean (c.1540-1592), musicien, compositeur, né en Lorraine ;
- Norbert Pétry (vers 1950), organiste titulaire de la cathédrale de Metz et concertiste, né à Metz ;
- Gabriel Pierné (1863-1937), compositeur français, né à Metz ;
- Paul Pierné (1874-1952), compositeur et organiste français, né à Metz ;
- Hans Pizka (né en 1942), musicien corniste autrichien, né à Metz ;
- François Rauber (1933-2003), pianiste, compositeur, arrangeur et chef d'orchestre, né à Neufchâteau ;
- Joseph-Guy Ropartz (1864-1955) ;
- Nicolas Signac (1585-1645), compositeur lorrain, décédé à Nancy ;
- Erich Schmidt (1910-2005), organiste et chef de chœur allemand, né à Metz ;
- Florent Schmitt, compositeur français, né à Blâmont ;
- Pierre Schaeffer (1910-1995), inventeur de la musique concrète, né à Nancy ;
- Louis-Victor Simon (1764-1820), violoniste et compositeur français, né à Metz ;
- Maximilien Simon (1797-1861), compositeur français, Grand prix de Rome 1823, né à Metz ;
- Anne-Marie Steckler (1766- c.1824), virtuose de la harpe, née à Haute-Vigneulles ;
- Jean-François Tapray, compositeur français, né à Nomeny ;
- Charles Louis Ambroise Thomas (1811-1893), compositeur français réputé au XIXe siècle pour ses opéras, notamment le célèbre Mignon, né à Metz ;
- Pascal Vigneron (né en 1963), chef d'orchestre, trompettiste, organiste, né à Commercy ;

### Artistes contemporains
- Charlélie Couture , né à Nancy en 1956 , auteur-compositeur-interprète, photographe, designer,sculpteur ;
- Patricia Kaas ;
- Tom Novembre ;
- Claude Vanony ;
- Jo Nousse (1958-) ;
- Marcel Adam ;

## Arts graphiques

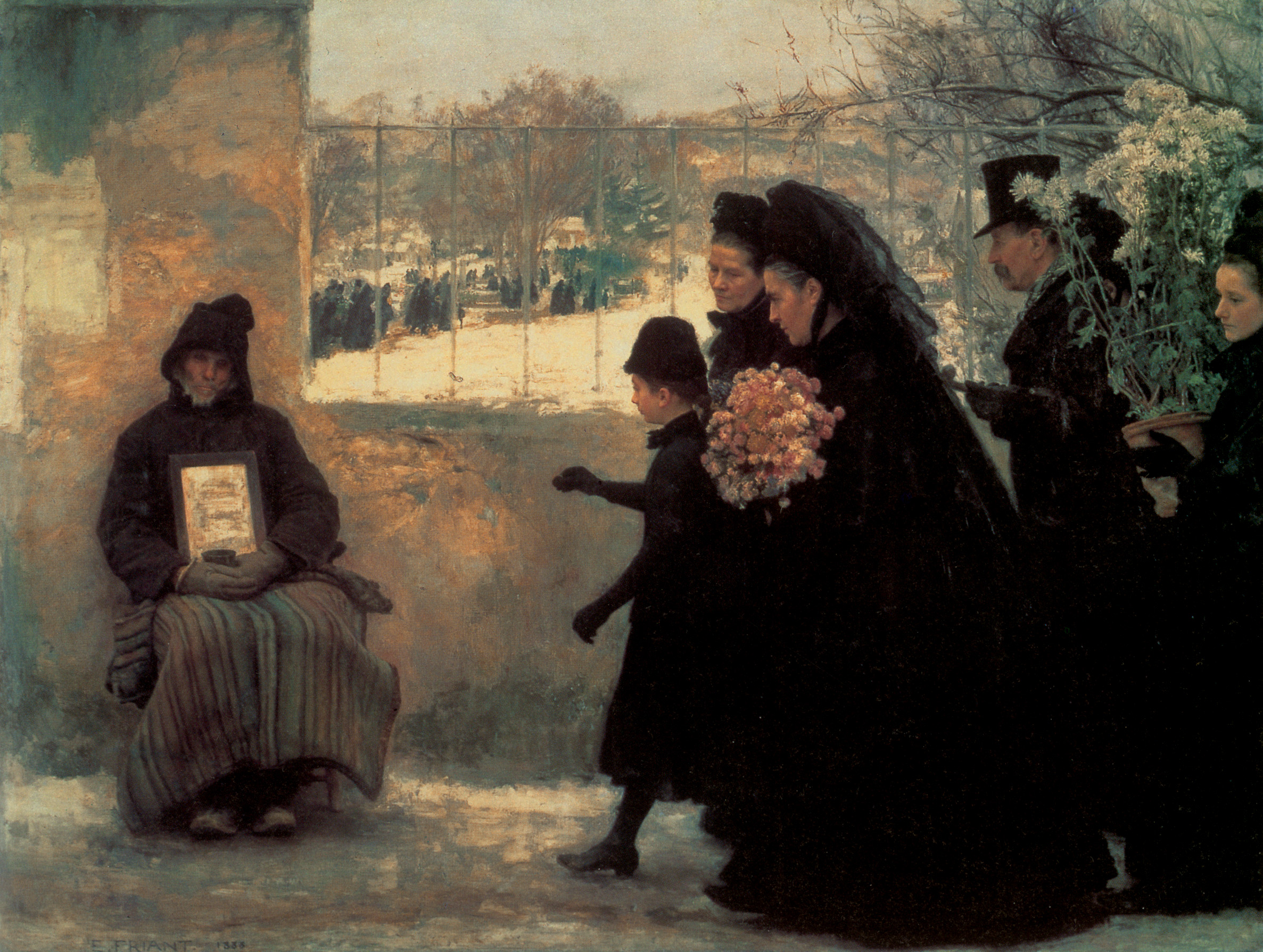
La Toussaint - Émile Friant

- Jules Bastien-Lepage (1848 - 1884) ;
- Jacques Callot (1592 - 1635) ;
- Paul-Émile Colin (1867 - 1949) ;
- Paul Colin (1892 - 1985), affichiste ;
- Émile Friant (1863 - 1932) ;
- Claude Gellée dit le Lorrain (v. 1600 - 1682) est un peintre lorrain, emblématique du paysage de style classique ;
- Francis Gruber (1912 - 1948) ;
- François Hippolyte Lalaisse (1810 - 1884), peintre et illustrateur ;
- Françoise Malaprade (née en 1934), peintre;
- Joseph Melling (1724-1796), peintre ;
- Victor Prouvé (1858 - 1943) ;
- Georges de La Tour (1593 - 1652) ;
- Léon Voirin (1833 - 1887) et Jules Voirin (1833 - 1898) ;
- Claude Weisbuch (1927 - 2014) ;

## Photographes
- Étienne Casimir Oulif (1804-1861), pionnier de la photographie, né à Metz ;
- Adolphe Weick (1861-1915), photographe mort à Saint-Dié-des-Vosges, auteur d'un important fonds photographique relatif au massif vosgien ;
- Gilles Ehrmann (1928-2005), photographe français, né à Metz.

## Sculpture
- Ligier Richier, sculpteur de la Renaissance Lorraine
- Barthélemy Guibal sous Stanislas
- Georges Jacquot, sculpteur, auteur de la statue du roi Stanislas Leszczynski à Nancy
- Jean Vallastre, sculpteur ayant travaillé sur la restauration de la cathédrale de Strasbourg

## L'École de Metz et leRomantisme

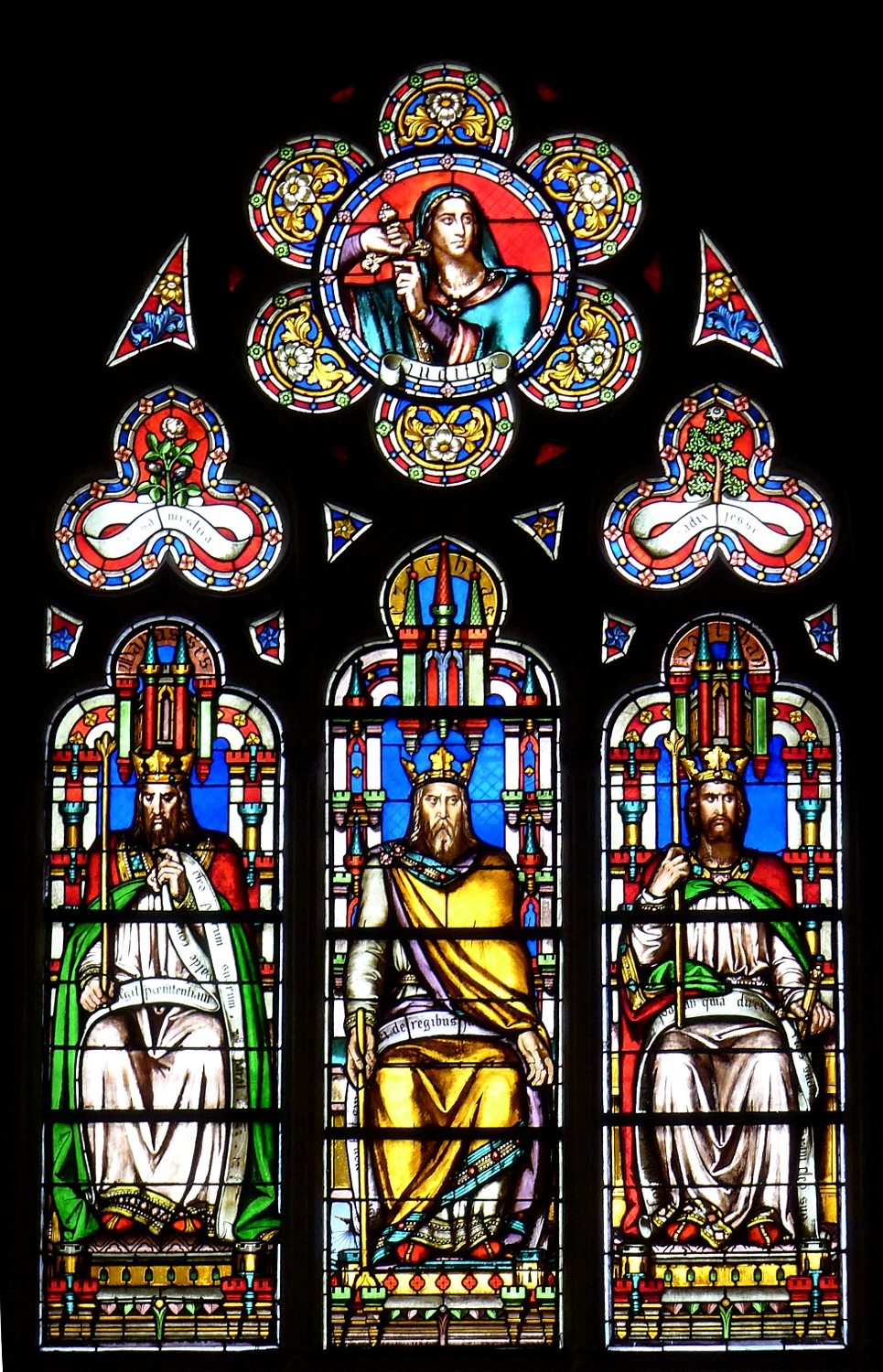
Vitrail de Laurent-Charles Maréchal.

L'École de Metz est un mouvement artistique qui rassembla une trentaine d'artistes, entre 1830 et 1870, dans la région messine.
Ce mouvement artistique se forme autour de Laurent-Charles Maréchal, pastelliste et maître-verrier. Influencé par Eugène Delacroix, trouvant une inspiration dans les paysages romantiques, le passé médiéval du Pays messin, ouverte sur l'Allemagne et sensible à l'exotisme des figures orientalistes, le mouvement de l'École de Metz s'est exprimée dans la peinture, la gravure, le dessin, le pastel, le vitrail, et même la sculpture.

## L'École de Nancy et l'Art nouveau

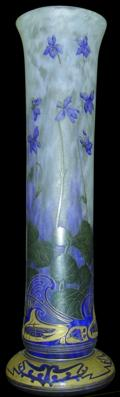
Vase Daum

À la fin du XIXe siècle, et sous l'impulsion d'artistes comme Charles et Émile Gallé ou Louis Majorelle, la Lorraine, et plus particulièrement la ville de Nancy, devient l'un des berceaux de l'École de Nancy, une des composantes de l'Art nouveau.
Cet art qui se fonde sur l'utilisation de matériaux industriels (notamment le métal), trouve des échos dans la révolution industrielle que connaît la région.

## Artisanat
- faïence à Lunéville, Niderviller et Sarreguemines ; cailloutage de Gérardmer ; Saint-Avold (faïencerie disparue) ;
- émaux de Longwy
- image d'Épinal
- cristal à Baccarat; Meisenthal et Saint-Louis-lès-Bitche
- la cristallerie Daum
- la lutherie de Mirecourt

## Figures de saints en Lorraine

### Saint Nicolas
L'évêque Nicolas de Myre est le saint patron de la Lorraine, bien qu'il n'y ait jamais vécu.  Le chevalier Auber de Varangéville, lors de son retour des croisades, a ramené une phalange du saint depuis la ville de Bari en Italie jusqu'à l'église du village de Port sur la Meurthe (aujourd'hui Saint-Nicolas-de-Port). Cette fonction de saint patron fut officialisée par le duc René II après la bataille de Nancy de 1477.
Le 6 décembre est fêtée la Saint-Nicolas. À cette occasion les enfants reçoivent des figurines en pain d'épices ou en chocolat et des bonbons. De nombreuses manifestations sont organisées dans les quatre départements lorrains : chars, défilés, feux d'artifice… Outre la Basilique de Saint-Nicolas-de-Port, de nombreux sanctuaires sont dédiés à saint Nicolas en Lorraine : Église Saint-Nicolas de Munster, Église Saint-Nicolas de Nancy, Église Saint-Nicolas de L'Hôpital …

### Jeanne, «la bonne Lorraine»
Jeanne d'Arc, née vers 1412 à Domrémy (en Lorraine), village du duché de Bar dont une partie relevait du royaume de France pour le temporel et de l'évêché de Toul pour le spirituel et morte dans sa 19e année, sur le bûcher le 30 mai 1431 à Rouen, est une héroïne de l'histoire de France, chef de guerre et sainte de l'Église catholique, connue depuis l'époque comme « la Pucelle d'Orléans », et depuis le XIXe siècle comme « mère de la nation française ». Son souvenir est célébré en la Basilique du Bois-Chenu et dans d’autres sanctuaires lorrains qui lui sont dédiés : l’Église Sainte-Jeanne-d'Arc de Lunéville, l’Église Sainte-Jeanne-d'Arc de Saint-Avold, l’Église Sainte-Jeanne-d'Arc de Montigny-lès-Metz…
Sa fête légale et nationale établie par la loi promulguée le 10 juillet 1920 par le Président de la République Paul Deschanel est fixée au second dimanche de mai. Sa fête religieuse est fixée par l’église catholique au 30 mai, jour anniversaire de son martyre.

### Léon IX
Bruno d'Eguisheim-Dagsbourg (en français Eguisheim-Dabo) (Dabo ? Eguisheim ? 21 juin 1002 – Rome, 19 avril 1054), est d'origine lorraine par sa mère Heiwige, fille du comte de Dabo. Évêque de Toul, il est couronné pape le 12 février 1049 sous le nom de Léon IX. Il fut surtout un pape voyageur, œuvrant pour la paix en Europe. Son pontificat est marqué par le début de la réforme grégorienne. Canonisé en 1087 par Victor III, sa fête est célébrée traditionnellement au jour d'anniversaire de sa mort le 19 avril. Son corps repose à la basilique Saint-Pierre. En Lorraine, plusieurs églises lui sont consacrées : Nancy, Dabo …

### Étienne IX
Frédéric de Lorraine ou Frédéric d'Ardenne est né à Dun-sur-Meuse (Lotharingie), fils de Gothelon Ier de Lotharingie, Frédéric de Lorraine est un membre de la famille des ducs de Lorraine et est également le frère de Godefroi II, duc de Toscane. Moine bénédictin, il devient chanoine puis archidiacre de Liège avant de devenir abbé de la prestigieuse abbaye du Mont-Cassin et chancelier du pape Léon IX.  À la suite du décès du pape Victor II, Frédéric de Lorraine est élu pape sous le nom d'Étienne IX , du 3 août 1057 au 29 mars 1058. Premier pape à s'émanciper de la tutelle de l'empereur germanique, il décède après 8 mois de pontificat. Canonisé, il est fêté le 29 mars, jour de sa mort.
Étienne IX est considéré comme l'un des réformateurs de l'Église primitive avec Léon IX et Nicolas II.

## Pèlerinages

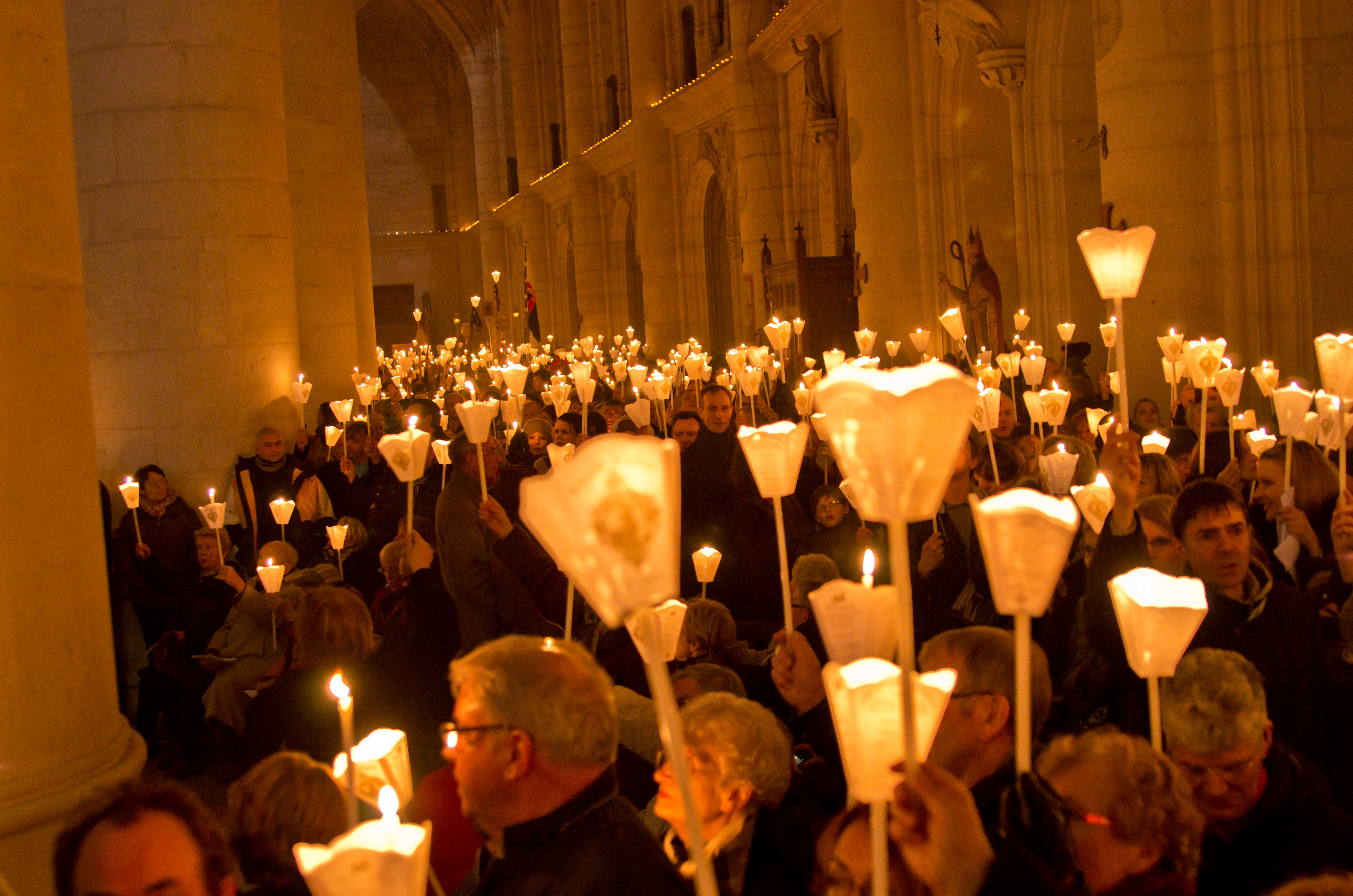
Procession à la basilique de Saint-Nicolas-de-Port

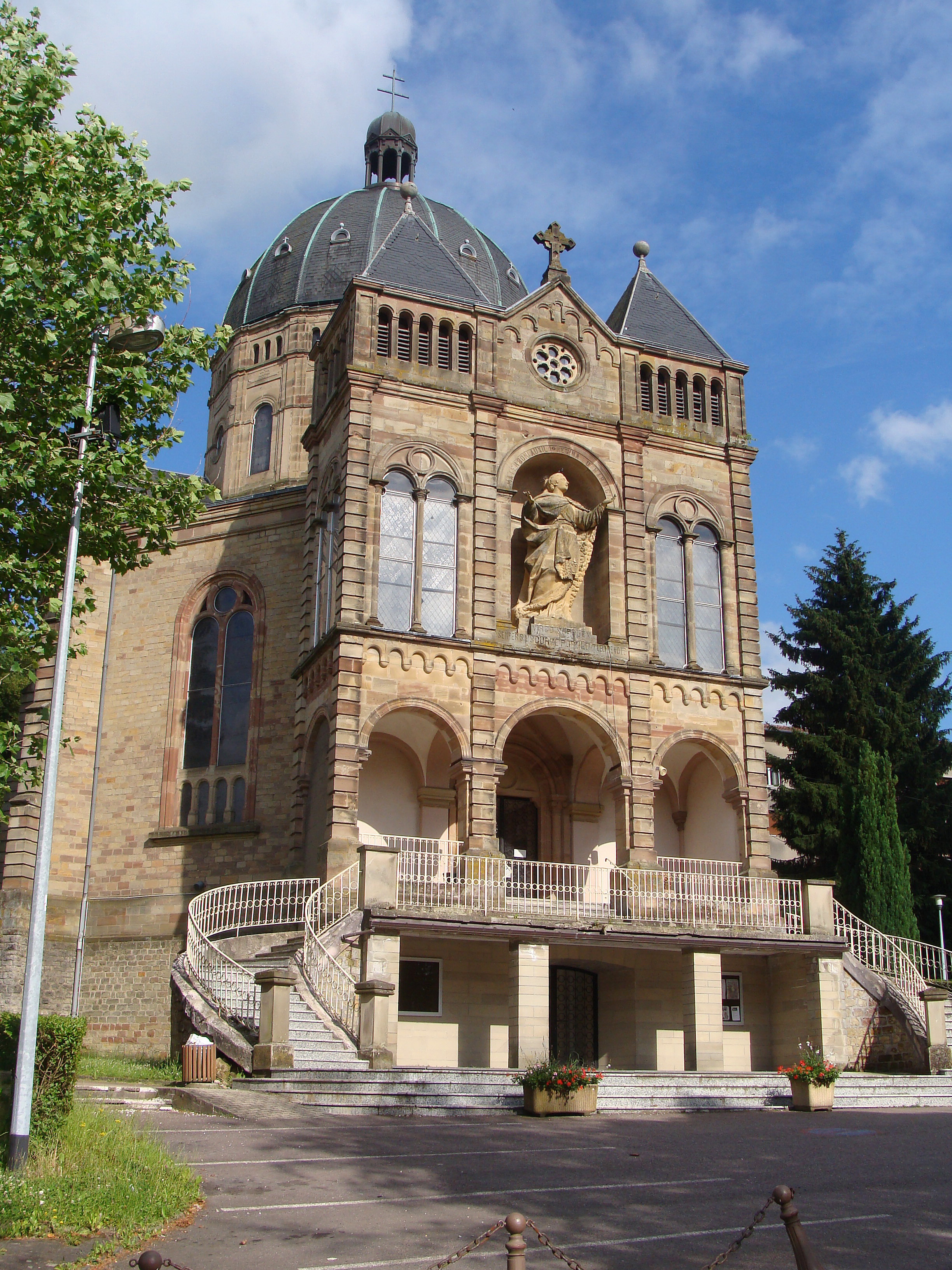
Basilique de pèlerinage de Saint-Avold

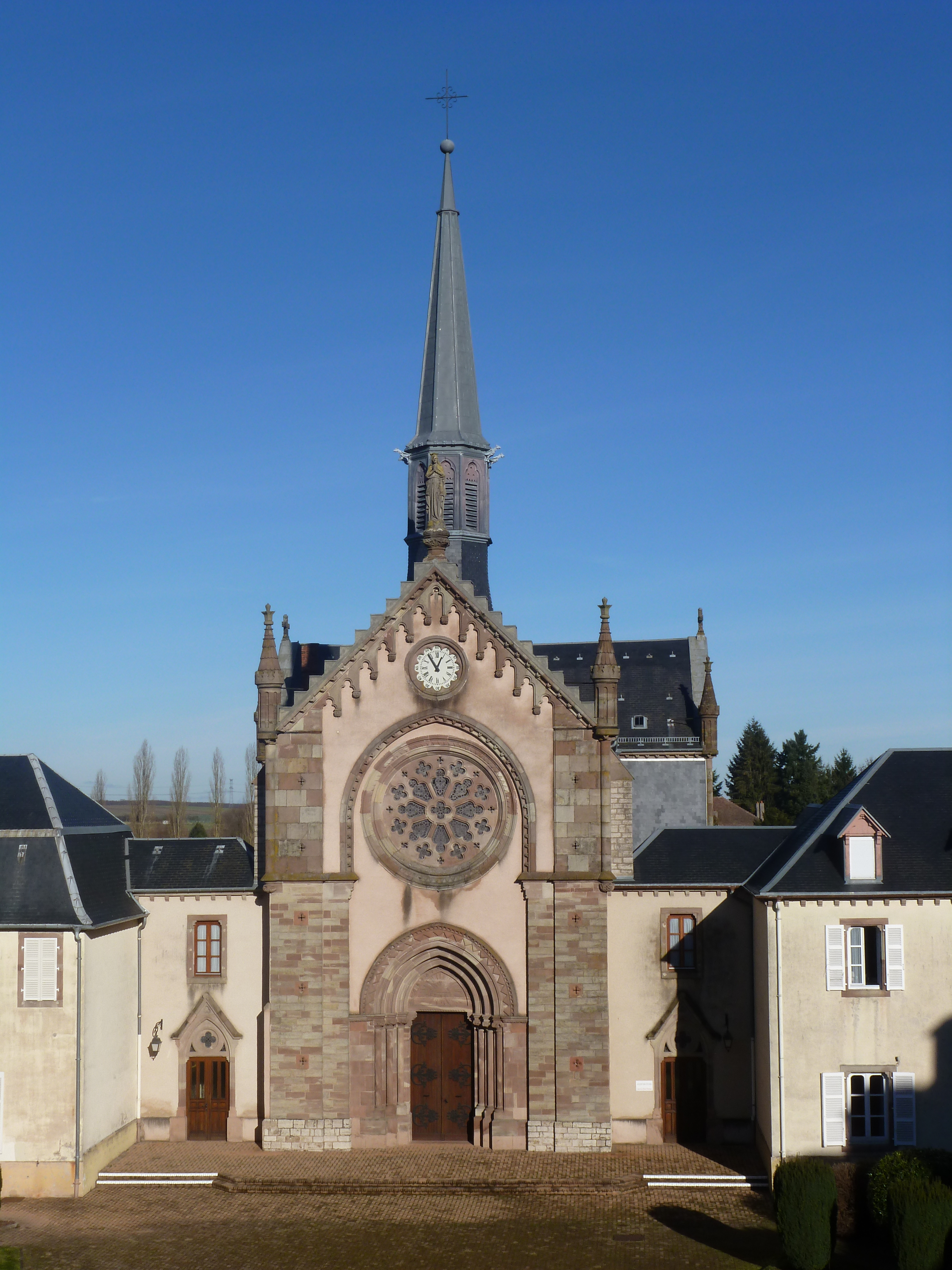
Couvent de Saint-Jean-de-Bassel

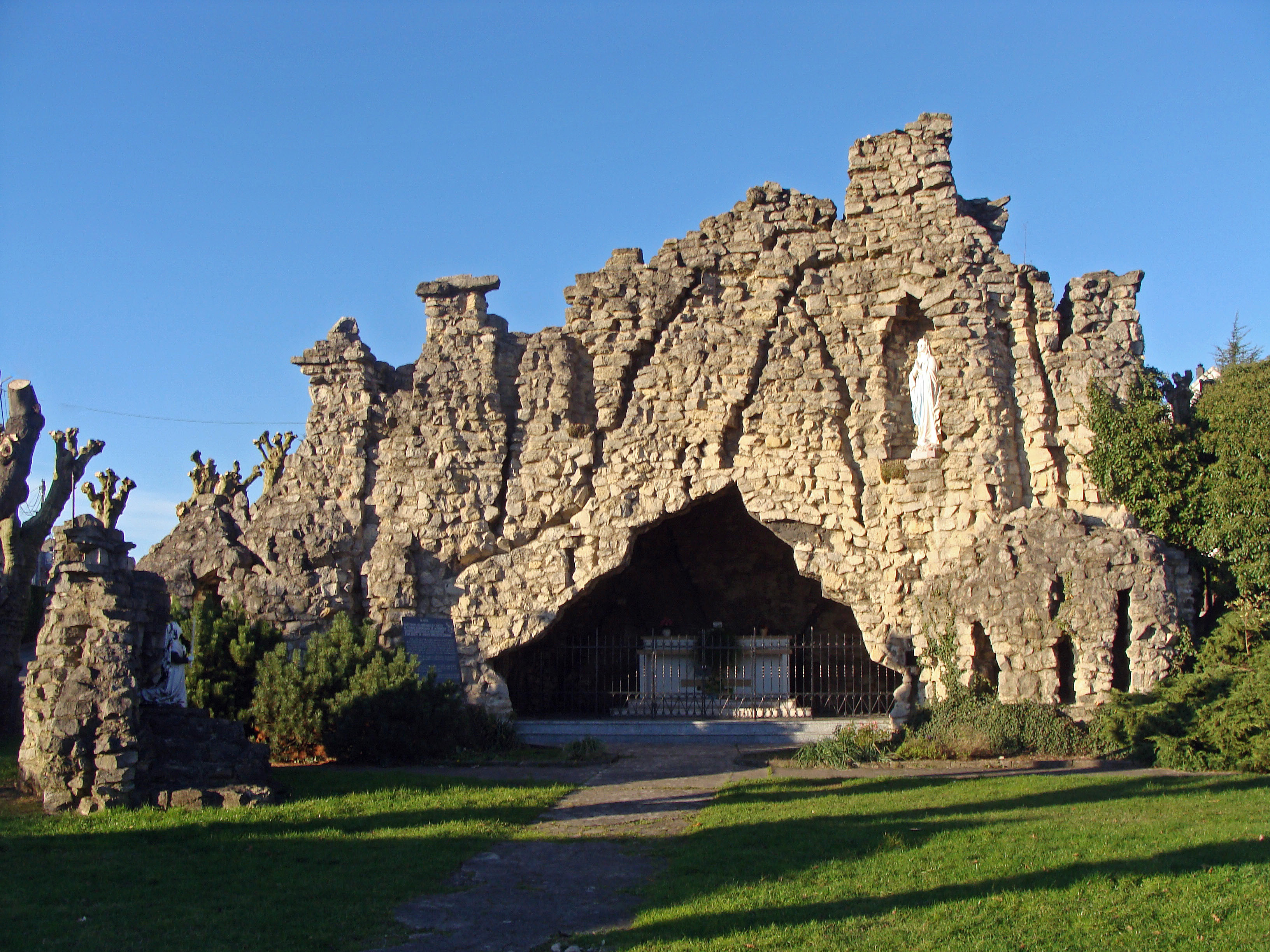
La grotte de L'Hôpital (Moselle)

La piété lorraine s'exprime à travers de nombreux pèlerinages profondément ancrés dans la culture régionale:
Basilique de Saint-Nicolas-de-Port (6 décembre)
Pèlerinage dédié à saint Nicolas de Myre.
Basilique du Bois-Chenu
Pèlerinage dédié à Jeanne d'Arc
Église Saint-Maurice de Freyming-Merlebach (1er février)
Pèlerinage dédié à sainte Brigitte d'Irlande
Madone du Langenberg (Falck) (lundi de Pentecôte)
Pèlerinage ayant débuté en 1866 dans la forêt de la Houve à Falck 
Basilique Notre-Dame de Sion
Pèlerinage marial
Basilique Notre-Dame-de-Bon-Secours de Saint-Avold
Pèlerinage marial
Basilique Saint-Maurice d'Épinal
Consacrée basilique mineure en 1933 par le pape Pie XI
Basilique Saint-Pierre-Fourier de Mattaincourt (9 décembre)
Pèlerinage dédié à saint Pierre Fourier
Basilique Notre-Dame d'Avioth
Pèlerinage marial
Danne-et-Quatre-Vents
Pèlerinage marial franciscain de Bonne-Fontaine
Notre-Dame-de-Benoite-Vaux
Pèlerinage marial
Chapelle de Massey
Pèleriange johannique et marial
Ancienne Abbaye Saint-Martin-des-Glandières
Pèlerinage dédié à Notre-Dame de la Paix
Église Notre-Dame-de-Bonsecours de Nancy
Pèlerinage marial, tombe du roi Stanislas Leszczynski et de son épouse la reine Catherine Opalinska
Cathédrale Notre-Dame de Verdun
Pèlerinage dédié aux victimes et orphelins de la Grande Guerre
Abbaye bénédictine d'Oriocourt
Accueil de pèelerins
Carmel de Plappeville
Accueil de pèlerins
Couvent de Saint-Jean-de-Bassel
Accueil de pèlerins
Maison Saint-André de Peltre
Accueil de pèlerins
Maison des Servantes du Cœur de Jésus de Scy-Chazelles
Accueil de pèlerins, tombe de Robert Schuman père de l'Europe
Moulin de Thicourt (Assomption de la Vierge)
Pèlerinage marial slovène de plein air
Chapelle Notre-Dame-de-la-Miséricorde de Mouterhouse
Pèlerinage marial
Église Saint-Laurent de Flocourt (5 février)
Pèlerinage dédié à saint Blaise
Grotte Notre-Dame de Lourdes de L'Hôpital (Moselle) (lundi de Pentecôte)
Pèlerinage marial se déroulant le lundi de Pentecôte
Chemins de Compostelle
Les pèlerins suivent le chemin en provenance de Sarre (Allemagne), qui passe par la chapelle Sainte-Croix de Forbach, l'Abbatiale Saint-Nabor de Saint-Avold, Metz, Toul (qui collecte également une partie des pèlerins en provenance d'Alsace via Saint-Nicolas-de-Port et désirant emprunter les chemins de Bourgogne), Langres

## Événements culturels
- Festival Ciné Klap - festival de courts-métrages européens de Metz (avril)
- Festival international du film fantastique de Gérardmer (janvier - février)
- Festival international de géographie de Saint-Dié-des-Vosges (octobre)
- Festival du film italien de Villerupt (novembre)
- Festival du film arabe de Fameck
- Nancy Jazz Pulsations (novembre)
- Festival international du film documentaire sur la ruralité de Ville-sur-Yron (mai)
- Festival Passages (festival des théâtres à l'est de l'Europe à Metz (Mai)
- Festival de la langue francique (Platt) et des langues régionales, se déroulant à Forbach et Sarreguemines.
- Festival d'orgues Forbach-Völklingen
- Village des vieux métiers d'Azannes

## Langues

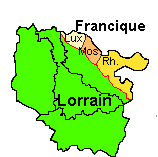
Situation linguistique de la Lorraine.

Dialectes du département de la Moselle.

Dans la majeure partie de l'actuelle Lorraine, le lorrain était la langue régionale. Dialecte d'oïl oriental, proche du bourguignon et plus éloigné du champenois, il se décline en plusieurs variétés et s'étend au-delà de la frontière belge, où il est appelé gaumais.
Il existe également trois variétés de francique lorrain, dialectes allemands parlés dans le Nord de la région souvent appelé le platt, qui ne doit pas être confondu avec l'Alsacien. Ainsi qu'une variété de dialecte alémanique dans une petite partie du canton de Phalsbourg (vallée de la Zorn), soit dans environ douze communes (au XIXe siècle). À la différence du lorrain roman, les dialectes franciques et alémaniques restent parlés par près de 350 000 personnes dans le département de la Moselle. Également répandus dans certaines zones contiguës, en Allemagne, au Luxembourg, en Belgique et en Alsace, ils permettent l'inter-compréhension entre les locuteurs de ces différentes régions, ainsi qu'avec la majorité des germanophones.
Ces deux zones d'influence sont situées de part et d'autre de la frontière linguistique mosellane, qui depuis l'après guerre de Trente Ans passe par Audun-le-Tiche, Thionville, Volmerange-lès-Boulay, Faulquemont, Morhange, Albestroff, Sarrebourg et Abreschviller. Cette frontière est restée très nette et persistante jusqu'au XXe siècle. Contrairement à certaines idées reçues, cette frontière linguistique est très antérieure à l'annexion allemande de 1871. Son origine est incertaine et elle pourrait dater de plus de 2000 ans. Elle a atteint son expansion maximale en l'an 1500. La langue allemande standard s'est développée en Lorraine germanophone dès la fin du XVe siècle. Elle a été la langue des actes officiels du Bailliage d'Allemagne (partie germanophone du Duché de Lorraine) jusqu'en 1748 date à laquelle Antoine-Martin Chaumont de La Galaizière, chancelier de Lorraine, fut à l'origine de la promulgation d'une ordonnance imposant le français dans les actes officiels en Lorraine. Jusque-là les actes notariés, notamment, étaient rédigés en allemand (et non pas en dialecte francique) en Lorraine allemande (bailliage d'Allemagne). Il continueront à l'être jusqu'en 1773 à Rodemack, jusqu'en 1790 à Dabo, et jusqu'à leur rattachement à la France en 1793 dans les terres d'Empire (comtés de Créhange, Hanau-Lichtenberg et Nassau-Saarwerden). Même au-delà, elle est restée la langue de culture et de la religion en Lorraine germanophone jusqu'au XXe siècle.
De nombreux noms de villages finissent en -court, -ville, -ing ou -ange. Il s'agit d'anciens domaines mérovingiens ou carolingiens. Le nom du propriétaire était alors combiné avec les appellatifs romans d'origine latine -court de -cortem et -ville de -villa ou germaniques -ing qui signifient « domaine rural ». Le suffixe germanique -ing a évolué principalement en -ange dans la zone de fluctuation historique de la frontière linguistique.
Consulter également la liste établissant la correspondance des toponymies lorraines en français et en allemand.

## Littérature
La geste des Lorrains est un cycle de cinq chansons de geste anonymes datant des XIIe et XIIIe siècles.

### Éditeurs, écrivains, poètes, dramaturges et critiques
- Edmond About (1828-1885) écrivain, journaliste et critique d'art français, né à Dieuze ;
- Félix Alcan (1841-1925), éditeur français, né à Metz ;
- Christian Bareth (né en 1932), germaniste et écrivain chroniqueur, né à Plainfaing ;
- Gabrielle Baron (1895-1986), écrivain, née à Saint-Dié ;
- Maurice Barrès (1862-1923), écrivain né à Charmes ;
- Charles-Augustin Bassompierre (1771-1853), auteur dramatique français, né à Metz ;
- Lilyane Beauquel (née en 1953), écrivaine, née à Nancy ;
- Maxime Benoît-Jeannin (né en 1946), écrivain, né à Saint-Dié-des-Vosges ;
- Louis Bertrand (1866-1941), romancier et essayiste français, né à Spincourt ;
- Roger Bichelberger (1938), écrivain français, né à Alsting ;
- Louis Maurice Bompard (1854-1935), sénateur de la Moselle sous la IIIe République, né à Metz ;
- Marie-Anne de Bovet (1855-ap. 1935), femme de lettres française, née à Metz ;
- Théodore-Joseph Boudet de Puymaigre (1816-1901), homme de lettres français, né à Metz ;
- Charlotte de Bournon (1753-1830), femme de lettres française, née à Metz ;
- Émile Bréhier (1876-1952), historien et écrivain, né à Bar-le-Duc ;
- Jacques Brenner (1922-2001), écrivain et critique, né à Saint-Dié ;
- François Chamoux (1915-2007), helléniste, archéologue et écrivain, né à Mirecourt ;
- Gustave Charpentier (1860-1956), compositeur français, né à Dieuze ;
- Albert Cim (1845-1924), littérateur et bibliographe, né à Bar-le-Duc ;
- Philippe Claudel (né en 1962), écrivain et réalisateur français, né à Dombasle-sur-Meurthe ;
- Maurice du Coëtlosquet (1836-1904), érudit français, né à Metz ;
- Jean-Marie Cuny (né en 1942), auteur régionaliste lorrain, né à Nancy ;
- François de Curel (1854-1928), écrivain, membre de l’Académie française, né à Metz ;
- Virginie Despentes (né en 1969), écrivaine et réalisatrice française, née à Nancy ;
- Diane de Dommartin (1552-1625), protectrice des arts, née à Fontenoy-le-Château ;
- Émile Erckmann (1822-1899), né à Phalsbourg et Alexandre Chatrian (1826-1890), né à Abreschviller, dits Erckmann-Chatrian, écrivains ;
- Édouard Festor (né le 28/08/1954 à Creutzwald) est issu d'une famille carlingeoise, généalogiste amateur, auteur d’un livre sur les Familles de L'Hôpital & Carling de 1704 à 1894 (publié à Carling en 1990), membre fondateur du cercle généalogique de Saint-Avold (Moselle). Réside actuellement à Rosenheim (Allemagne) ;
- Charles de Fieux de Mouhy (1701-1784), romancier français, né à Metz ;
- Johann Fischart (1546-1591), écrivain germanophone, décédé à Forbach ;
- Otto Flake (1880-1963), écrivain allemand, né à Metz ;
- Hector France (1837-1908), militaire et homme de lettres, né à Mirecourt ;
- Pierre Fritsch (1930-2005), écrivain, né à Jœuf ;
- Philippe Gérard (1471-1528), écrivain, conteur et chroniqueur, né à Metz ;
- Nicolas Gilbert (1750-1780) poète français, né à Fontenoy-le-Château ;
- Yvan Goll (1891-1950), nom de plume d’Isaac Lang, poète et dramaturge germanophone, né à Saint-Dié-des-Vosges ;
- Edmond de Goncourt (1822-1896), écrivain français, né à Nancy ;
- Rudolf John Gorsleben (1883-1930), écrivain allemand, né à Metz ;
- Charles Guérin, poète, né à Lunéville ;
- Thierry Hesse (né en 1959), écrivain français, né à Metz ;
- Polly Maria Höfler (1907-1952), femme de lettres allemande, né à Metz ;
- Émile Hinzelin (1857-1937), écrivain et journaliste français, né à Nancy ;
- Jean-Baptiste Jacquot (1812-1880) homme de lettres, né à Mirecourt ;
- Pierre Ignace Jaunez-Sponville (1750-1805), littérateur français, né à Metz ;
- Gustave Kahn (1859-1936), poète symboliste et critique d’art français, né à Metz ;
- Hans Koch (1881-1952), médecin et écrivain allemand, né à Saint-Avold ;
- Bernard-Marie Koltès (1948-1989), auteur de théâtre, né à Metz ;
- Gilles Laporte (né en 1945), écrivain, né à Igney ;
- Albert de L'Espée (1852-1918), mondain dilettante français, né à Metz ;
- Jean L'Hôte (1929-1985), écrivain, né à Mignéville ;
- Kurt Adolf Mautz (1911-2000), écrivain allemand, né à Montigny-lès-Metz ;
- Jean-Yves Masson (né en 1962 à Créhange), écrivain et traducteur, professeur à la Sorbonne, a vécu à Saint-Avold de 1975 à 1987 et étudié au lycée J.-V. Poncelet (Saint-Avold) de 1976 à 1979.
- Wilhelm Michel (1877-1942), écrivain allemand, né à Metz ;
- Émile Moselly (1870-1918), écrivain, qui avait une maison à Carling. Une cité de Carling porte son nom ;
- Jeanne Müller-Quévy (1920-2008), écrivain et poétesse originaire de L'Hôpital, elle était fondatrice avec sa fille en 1976 du groupe d'arts et de traditions lorrains "Les Liserons". Auteur de "Die vergessene Weijer"/"Les chemins oubliés" : 24 poèmes en francique rhénan de Lorraine (éditions Pierron, 01/07/2003) ;
- Bertrand Munier, écrivain, né à Épinal ;
- Ernst-Moritz Mungenast (1898-1964), écrivain allemand, né à Metz ;
- Raymond Milési (né en 1947), écrivain français, né à Thionville ;
- Charles Palissot de Montenoy, dramaturge français, né à Nancy ;
- Pierre Pelot (1945), écrivain, né à Saint-Maurice-sur-Moselle ;
- Jean-Nicolas de Parival (1605-1669), mémorialiste français émigré aux Provinces-Unies, né à Verdun ;
- René-Charles Guilbert de Pixerécourt, auteur dramatique, né à Nancy ;
- Jacques Réda (1929), poète et éditeur, né à Lunéville ;
- Frieda von Richthofen (1879-1956), intellectuelle allemande, né à Metz ;
- Lionel des Rieux (1870-1915), poète, journaliste, membre de l'Action française, né à Neufchâteau ;
- Richard Rognet (1942), poète français, né au Val-d'Ajol ;
- Raymond Ruyer (1902-1987), penseur et philosophe français, né à Plainfaing ;
- André Schwarz-Bart (1928-2006), écrivain français, né à Metz ;
- Alain Surget (né en 1948) écrivain français, né à Metz ;
- Amable Tastu (1798-1885), femme de lettres française, née à Metz ;
- Adrienne Thomas (1897-1980), romancière allemande, né à Saint-Avold ;
- Henri Thomas, écrivain, romancier et traducteur français, né à Anglemont ;
- Wendelin Thomas (1884-ap.1947), homme politique allemand ;
- Gilles de Trèves (1515-1582), humaniste, doyen de la collégiale Saint-Maxe, né à Bar-le-Duc ;
- Théodore de Tschudi (1720-1769), pamphlétaire français, né à Metz ;
- Jean Vautrin (1933 ), écrivain, né à Pagny-sur-Moselle ;
- Paul Verlaine (1844-1896), poète, né à Metz ;
- Charles de Villers (1765-1815), officier et philosophe français, né à Boulay ;
- Anny Wienbruch (1899-1976), femme de lettres allemande, née à Metz ;

## Philosophie

### Julien Freund
Julien Freund (1921-1993) est « l'un des rares penseurs du politique que la France a vu naître au XXe siècle ».

## Savants

### Orly Terquem (mathématicien)
Olry Terquem, né à Metz le 16 juin 1782 et mort le 6 mai 1862 dans le 14e arrondissement de Paris, est un mathématicien, polytechnicien et polémiste français. Il est également le précurseur d'un judaïsme libéral et réformiste en France.

### Olry Terquem (géologue)
Olry Terquem, né à Metz (Moselle) le 26 septembre 1797 et mort le 19 juin 1887 dans le 16e arrondissement de Paris, est un géologue lorrain. Il participa par ses travaux à la naissance de la paléontologie lorraine.

### Henri Poincaré
Henri Poincaré est un mathématicien, physicien, philosophe et ingénieur français né le 29 avril 1854 à Nancy et mort le 17 juillet 1912 à Paris. Il a réalisé des travaux d'importance majeure en optique et en calcul infinitésimal. Ses avancées sur le problème des trois corps en font un fondateur de l'étude qualitative des systèmes d'équations différentielles et de la théorie du chaos ; il est aussi un précurseur majeur de la théorie de la relativité restreinte et de la théorie des systèmes dynamiques. Il est considéré comme un des derniers grands savants universels, maîtrisant en particulier l'ensemble des branches des mathématiques de son époque.

## Culture populaire

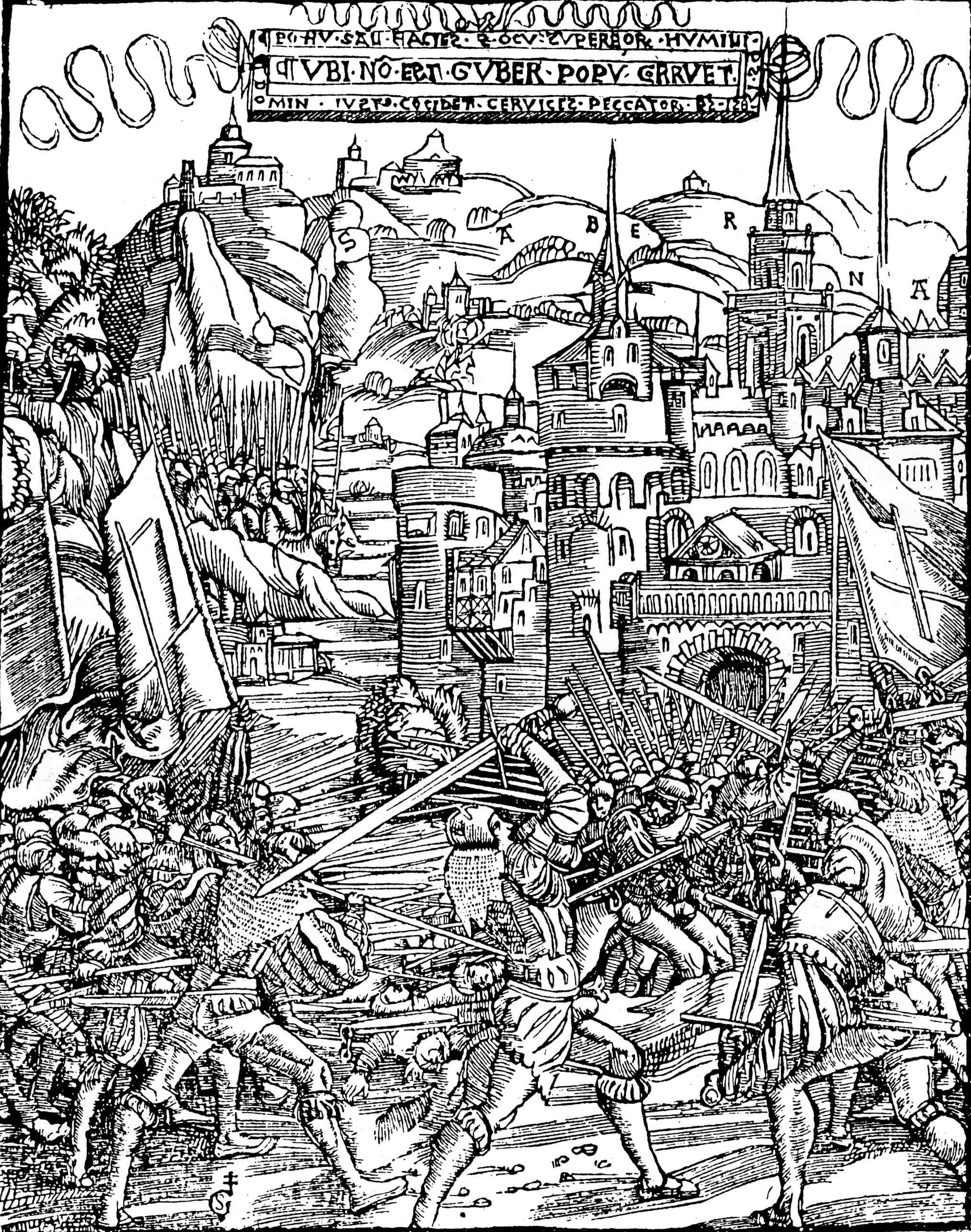
La bataille contre les Rustauds (Gravure de Gabriel Salmon, 1526).

Les Lorrains n'ont pas toujours bonne réputation en France. Pourtant, si l'on en croit Aristide Guilbert, et son ouvrage de 1845, ils ont beaucoup de qualités. « Les Lorrains sont en général bons et hospitaliers, braves, actifs, sobres et industrieux. L'ancien proverbe, "Lorrain, vilain, traître à Dieu et à son prochain", ne serait plus aujourd'hui qu'une indigne calomnie ».
Sur l'expression « Lorrain, vilain, traître à Dieu et à son prochain », Aristide Guilbert précise « Si autrefois, ce dicton populaire fut répandu, cela tient à ce que le gouvernement ducal, sans cesse harcelé par ses puissants voisins, sans cesse en butte aux mauvais vouloirs des grands états, entre lesquels il se trouvait englobé, dut souvent avoir recours à une prudence voisine de la duplicité pour maintenir son indépendance toujours menacée. ». Selon le dictionnaire de l'académie française de Louis Barré, cette expression fit florès au XVIe siècle, à l'époque de la seconde Ligue catholique, qui vit triompher Henri Ier de Guise et ses partisans.
Quant à l'expression « Que dieu nous préserve des Lorrains », elle peut, comme la précédente, provenir d'Alsace, après la sanglante répression de la révolte des Rustauds de 1525, par le duc Antoine de Lorraine. Crainte que semble partager, pour d'autres raisons, François Rabelais, médecin stipendié de la ville de Metz en 1545, qui fait dire à Panurge dans un commentaire sur les braguettes "armées" des gens de guerre : « Exceptez-moy les horificques couilles de Lorraine, lesquelles à bride avalée descendent au fond des chausses, abborrent le mannoir des braguettes haultaines et sont hors toute méthode: tesmoing Viardière, le noble Valentin, lequel un premier jour de may, pour plus guorgias estre, je trouvay à Nancy, descrotant ses couilles extendues sus une table, comme une cape à l’hespaignole ».

## Gastronomie
Plusieurs recettes font la réputation de la gastronomie lorraine dont certaines charcuteries fumées comme le fuseau. On peut citer le pâté lorrain, la quiche, la potée lorraine ou encore le cochon de lait de Metz.
Parmi les fromages originaires de la région on trouve le brouère, le carré de l'Est, et le munster géromé des Vosges.
La bergamote est un petit bonbon rectangulaire jaune originaire de Nancy. Les madeleines proviennent de Commercy. Le macaron est également d'origine lorraine. La mirabelle, fruit emblématique de la Lorraine, est utilisée dans de nombreux desserts et en eau de vie. Dans les Vosges les myrtilles sont appelées des brimbelles, d'où la tarte aux brimbelles.